# District de Sens
Le district de Sens est une ancienne division territoriale française du département de l'Yonne de 1790 à 1795.
Il était composé des cantons de Sens, Cheroy, Egriselles le Bocage, Pont sur Yonne, Saint Clement, Sergines, Thorigny, Veron, Villeneuve sur Vanne et Villeneuve la Guyard.